# Zjednoczenie Lewicy Chłopskiej „Samopomoc”
Zjednoczenie Lewicy Chłopskiej „Samopomoc” − chłopska partia lewicowa z okresu międzywojennego.
Pierwotnie, dziewięć miesięcy po zdelegalizowaniu Niezależnej Partii Chłopskiej, w listopadzie 1927 powstało ugrupowanie pod nazwą „Lewica Chłopska”, z której w styczniu 1928 podczas konferencji przedstawicieli stronnictw bloku antyfaszystowskiego w Gdańsku powstało Zjednoczenie Lewicy Chłopskiej „Samopomoc”. W lipcu odbył się pierwszy zjazd partii, na którym uchwalono statut i program oraz wybrano jej zarząd główny, w którym znaleźli się: Stanisław Wójtowicz – prezes, Antoni Bomba, Zygmunt Szymański, Wincenty Jamróz, i Stanisław Ziaja. Pod koniec 1928 r. partia posiadała ponad 300 kół w terenie w których działało ponad 6 tysięcy członków. Jako następczyni Niezależnej Partii Chłopskiej miała program zbliżony do poprzedniczki i do Komunistycznej Partii Polski, z którą współpracowała. 
Głosiła hasła:
- wywłaszczenia obszarników bez odszkodowania i nadania ziemi chłopom bezrolnym, małorolnym i średniorolnym.
- przerzucenia ciężarów podatkowych i świadczeń w postaci podwód i szarwarków na obszarników i bogaczy
- zniesienia podatków pośrednich[6].

Zapowiadała walkę:
- o utworzenie rządu robotniczo-chłopskiego,
- o bezpłatne i świeckie szkolnictwo
- o rozdział kościoła od państwa[4].
- o uspołecznienie własności przemysłowej
- o udzielanie przez państwo chłopom małorolnym i średniorolnym kredytów bez oprocentowania
- o zaprowadzenie wolności słowa, druku i zrzeszeń
- o unieważnienie konkordatu z Watykanem
- o współpracę ze Związkiem Radzieckim[7].

Czołowymi działaczami partii byli:  Aleksander Szymański, Ferdynand Tkaczow, Stanisław Wójtowicz, Jan Andrysiak, Stanisław Cias, Paweł Drążkiewicz, Michał Grzywacz, Józef Jamróz, Wincenty Jamróz, Władysław Kędys, Feliks Lubieniecki, Szczepan Majewski, Józef Mital Stanisław Podraza, Jan Sochaj, Jan Stępień, Stanisław Świątek, Antoni Walerczak, Stanisław Więcek, Wincenty Więcek i Stanisław Żylski.
W 1929 roku partia miała około 10 tys. członków, skupionych w blisko 500 kołach. Działała głównie w Lubelskim, Kieleckim, Rzeszowskim, na Kurpiach i Podlasiu.
Startując pierwszy raz w wyborach do Sejmu w 1928 r. partia uzyskała jeden mandat. Posłem został wybrany Stanisław Wójtowicz.
W 1930 r. w kolejnych wyborach parlamentarnych wprowadziła do Sejmu także jednego posła, którym został z okręgu Łuków−Garwolin−Puławy Ferdynand Tkaczow. Po zgłoszeniu wniosku o pozbawienie go nietykalności poselskiej Tkaczow w styczniu 1931 r. zrzekł się mandatu i nielegalnie opuścił Polskę. Zastąpił go Franciszek Błaszkiewicz.
W dniu 27 maja 1931 roku rozporządzeniem ministra spraw wewnętrznych Felicjana Sławoja Składkowskiego partia została zdelegalizowana. 
Organy prasowe: Samopomoc Chłopska i Życie Młodzieży  jako dodatek do Samopomocy Chłopskiej ukazujący się co dwa tygodnie.

## Czołowi działacze
Paweł Drążkiewicz (ur. 1912). Działalność polityczną rozpoczął od wstąpienia do KZMP, następnie działał w KPP i w Niezależnej Partii Chłopskiej. W ZSCh Samopomoc pełnił funkcję skarbnika Zarządu Powiatowego w Kozienicach. W okresie okupacji prowadził działalność z ramienia Polskiej Partii Robotniczej. Po aresztowaniu przez Niemców został zamordowany,  prawdopodobnie w 1943 r.
Józef Jamróz (ur. 1914 w Kielcach), syn działacza ludowego Wincentego. Działalność polityczną rozpoczął w okresie studiów na Uniwersytecie Warszawskim od wstąpienia do Stowarzyszenia Akademickiej Niezależnej Młodzieży Ludowej „Orka”. Następnie działał w Zjednoczeniu Lewicy Chłopskiej „Samopomoc”, zostając członkiem zarządu głównego. Pełnił funkcje skarbnika krajowego i kierownika wydziału młodzieżowego. Założył wiele kół młodzieżowych i starszych na terenie Kielecczyzny. Był też mężem zaufania w czasie dodatkowych wyborów sejmowych.
Władysław Kędys (ur. 1895 we wsi Łopaty w powiecie pińczowskim). Działalność polityczną rozpoczął od wstąpienia do PSL Wyzwolenie, następnie działał w Stronnictwie Chłopskim i w Niezależnej Partii Chłopskiej a od 1928 r. w ZSCh Samopomoc. W  1930 r. został zatrzymany za prowadzoną działalność polityczna i skazany na 3 miesiące aresztu. W czasie delegalizacji ZLCh Samopomoc został ponownie aresztowany i osadzony w więzieniu.
Feliks Lubieniecki (ur. 13 maja 1889 w Maleńcu). Pracę zawodową rozpoczął jako instruktor rolny w Rudzie Malenieckiej a działalność polityczną od wstąpienia do PSL Wyzwolenie. Następnie działał w Niezależnej Partii Chłopskiej  w której został członkiem KC. W 1927 r. za prowadzoną działalność został osadzony w więzieniu w Radomiu. Po wyjściu z więzienia wstąpił do Zjednoczenia Lewicy Chłopskiej Samopomoc, tworząc wiele kół „Samopomocy” w terenie. Organizował także wiece przedwyborcze do sejmu i senatu RP.  Zginął w 1943 r. w obozie koncentracyjnym w Oświęcimiu.